# Faule
Faule település Olaszországban, Piemont régióban, Cuneo megyében. Lakosainak száma 486 fő (2023. január 1.). Faule Casalgrasso, Moretta, Pancalieri, Polonghera és Villafranca Piemonte községekkel határos.

## Népesség
A település lakossága az elmúlt években az alábbi módon változott:
| Lakosok száma | 494  | 496  | 486  |
|               | 2017 | 2018 | 2023 |